# Jamari Traylor
Jamari Rishard Traylor (Chicago, 24 giugno 1992) è un cestista statunitense.

## Carriera
Con gli Stati Uniti ha disputato le Universiadi di Gwangju 2015.